# Thunder Force IV
Thunder Force IV (другое название — Lightning Force: Quest for the Darkstar) — видеоигра в жанре скролл-шутер, разработанная компанией Technosoft и изданная Sega Enterprises и Technosoft для игровой платформы Sega Mega Drive/Genesis в 1992 году. Является четвёртой частью франшизы Thunder Force.

## Сюжет
Будущее. Организация под названием Галактическая Федерация, охраняющая Галактику от вторжений, ведёт войну с враждебной Империей Орнов. Вскоре Федерация побеждает в этой войне, однако ей не удаётся уничтожить главных злодеев Империи. Последние, объединившись, создают могущественную армию, и над Галактикой нависает угроза захвата. Федерация создаёт экспериментальный боевой корабль с новейшим вооружением. Его пилот должен проникнуть в Империю и добраться до её главарей.

## Геймплей
Игра представляет собой горизонтальный скролл-шутер (shoot 'em up) с боковым сайд-скроллингом и двухмерной графикой и состоит из нескольких уровней.
Игровой процесс заключается в следующем. Космический корабль, управляемый игроком, перемещается по уровню и уничтожает врагов. В конце уровней находятся боссы; иногда примерно в середине уровня встречается промежуточный босс. После уничтожения босса игрок получает возможность перейти к следующему уровню.
В игре представлено несколько видов оружия, различающихся мощностью, радиусом поражения и направлением стрельбы. Также есть возможность усилить текущее оружие, подобрав специальный предмет.

## Оценки
Оценки игры были в основном высокими. Британский журнал Sega Saturn выставил игре максимальную оценку — 10 баллов из 10; другой журнал — GameFan — также оценил её достаточно высоко — в 96,5 баллов из 100. Рецензенты из журналов Mean Machines и PC PowerPlay поставили игре оценки 87 и 85 баллов из 100. Среди достоинств игры были названы хорошая графика и качественное звуковое сопровождение.